# 青山美郷
青山 美郷（あおやま みさと、1994年10月19日 - ）は、日本の女優。
兵庫県出身。株式会社ファザーズコーポレーション所属。劇団ハーベストの元メンバー（初代リーダー）。

## 来歴
2012年、ソニー・ミュージックアーティスツ主催の女優発掘オーディション「アクトレース」から選抜されたグループ「劇団ハーベスト」に参加。同劇団の初代リーダーに就任。
2013年1月、自身初となるテレビCM 日本マクドナルド「朝マック」に出演。
2014年8月、映画『思春期ごっこ』で、未来穂香（現・矢作穂香）と共に映画初主演。
2016年6月、劇団ハーベストのリーダーを退任、加藤梨里香がリーダー（2代目）を引き継ぐことを発表。
2017年8月、第12回公演『芸能事務所 錦芸能舎の夏』をもって劇団ハーベストを退団。

## 出演

### テレビドラマ
- 神様のイタズラ（2013年2月4日 - 25日、BS-TBS） - 大沢留美 役[4]
- 潜入探偵トカゲ 第9話・最終話（2013年6月13日・20日、TBS） - 岸森愛梨 役
- 夫婦善哉（2013年8月24日 - 9月14日、NHK総合） - 維康文子 役
- 刑事のまなざし 第8話（2013年11月25日、TBS） - 牧瀬朋子 役
- Dr.DMAT 第9話（2014年3月6日、TBS） - 五十嵐美貴 役
- 水曜ミステリー9 トカゲの女 警視庁特殊犯罪バイク班（2014年11月26日、テレビ東京） - 神代希世美 役
- 徒歩7分（2015年1月6日 - 2月17日、NHK BSプレミアム） - 若井 役
- ORANGE〜1.17 命懸けで闘った消防士の魂の物語〜（2015年1月19日、TBS）
- 月曜ゴールデン 魔性の群像 刑事・森崎慎平3（2015年11月9日、TBS） - 五十嵐優子 役
- NHK木曜時代劇 鼠、江戸を疾る 2（2016年4月14日 - 6月2日、NHK総合） - 小袖 役
- 潜入捜査アイドル・刑事ダンス（2016年10月9日 - 12月25日、テレビ東京） - 胡桃沢くるみ 役
- ドラマ・ミステリーズ〜カリスマ書店員が選んだ珠玉の一冊〜「恋煩い」（2017年4月22日、フジテレビ） - 美咲先輩 役
- 山本周五郎時代劇 武士の魂 第3話「菊月夜」（2017年5月9日、BSジャパン） - 疋田絢子 役
- 大江戸もののけ物語（2020年7月17日 - 8月14日、NHK BSプレミアム） - 河童 役[5]
- 一億円のさようなら（2020年9月27日 - 、NHK BSプレミアム・BS4K） - 峰里愛美 役
- 初情事まであと1時間 第4話（2021年8月12日、毎日放送） - 瑞穂 役 [6]
- 定年オヤジ改造計画（2022年7月25日、NHK BSプレミアム、BS4K） -  井上はるか 役
- 降り積もれ孤独な死よ 第9話（2024年9月1日、読売テレビ・日本テレビ系） - 花屋スタッフ 役[7]

### その他テレビ番組
- 美少女ヌードル（2012年9月20日、テレビ朝日）
- ツボ娘（2013年10月9日、TBS）

### 映画
- 円卓 こっこ、ひと夏のイマジン（2014年6月21日、東宝映像事業部） - 渦原理子 / 渦原眞子 / 渦原朋美 役[注 1][8]
- 思春期ごっこ（2014年8月23日、アイエス・フィールド） - 主演・辻沢三佳 役[9][10]
- 人狼ゲーム ビーストサイド（2014年8月30日、AMGエンタテインメント） - 萬田麗子 役[11]
- TOKYO CITY GIRL（2015年9月5日、シネマスコープ） - EPISODE1「なんの意味もない」、主演・橘奈々 役
- ボクは坊さん。（2015年10月24日、ファントム・フィルム） - 宮下穂の香 役
- 犬に名前をつける日（2015年10月31日、スールキートス）
- Barre chords / バレーコード（2016年2月12日、コンテンツセブン） - 主演・東野カナ 役
- フェリシーと夢のトウシューズ（2017年8月12日、キノフィルムズ）- カミーユ（声）役
- ドクター・デスの遺産-BLACK FILE-（2020年11月13日、ワーナー・ブラザース映画）- 青木綾子 役

### オリジナルビデオ
- ほんとうにあった怖い話 第二十四夜（2013年2月2日、ブロードウェイ） - 「蠢く」、主演・三上恵理 役[12]
- 水色の楽園（2014年8月6日、バップ） - 主演・辻沢三佳 役[13]

### 舞台
- 劇団レトロノート『ラストトレインに手を振って』（2013年10月9日 - 14日、テアトルBONBON） - 井上環 役
- ベッド&メイキングス 第4回公演『墓場、女子高生』（2015年7月17日 - 26日、東京芸術劇場 シアターイースト）
- パルコ・プロデュース『タンゴ・冬の終わりに』（2015年9月5日 - 27日、PARCO劇場） - タマミ 役
- 別冊「根本宗子」 第5号『バー公演じゃないです。』（2016年6月14日 - 19日、中野・劇場HOPE）
- 『新世界ロマンスオーケストラ』（2017年4月30日 - 5月21日、東京グローブ座 / 5月26日 - 28日、シアタードラマシティ） - 美海 役
- 『危険な関係』（2017年10月8日 - 31日、Bunkamuraシアターコクーン / 2017年11月9日 - 14日、森ノ宮ピロティホール） - セシル・ヴォランジュ 役
- 別冊「根本宗子」 第6号『バー公演じゃないです。』（2018年1月6日 - 14日、下北沢駅前劇場）
- Sky presents『渦が森団地の眠れない子たち』（2019年10月4日 - 20日[注 2]、新国立劇場 中劇場 / 10月26日・27日、鳥栖市民文化会館大ホール / 10月29日・30日、森ノ宮ピロティホール / 11月1日 - 4日、御園座 / 11月7日・8日、JMSアステールプラザ大ホール / 11月16日・17日、多賀城市民会館大ホール） - 田口月子 役[14]
- 『地獄は四角い』（2024年1月12日 - 14日、OFF・OFFシアター）[15]
- Bunkamura Production 2024『ハザカイキ』（2024年3月31日 - 4月22日、THEATER MILANO-Z / 4月27日 - 5月6日、森ノ宮ピロティホール）[16]
- 舞台『カリズマ』（2024年12月7日 - 15日、品川プリンスホテル クラブeX）[17]
- シリーズ「光景-ここから先へと-」Vol.2 『ザ・ヒューマンズ-人間たち』（2025年6月、新国立劇場 小劇場） - ブリジット 役[18]
- ミュージカル『Once』（2025年9月9日 - 28日〈予定〉、日生劇場 / 10月4日・5日〈予定〉、御園座 / 10月11日 - 14日〈予定〉、梅田芸術劇場 メインホール / 10月20日 - 26日〈予定〉、博多座） - 元カノ 役[19][20]

### ラジオドラマ
- 青春アドベンチャー 『月下花伝　時の橋を駆けて』（2018年1月8日 - 12日、NHK-FM） - 主演・秋飛 役[21]

### CM
- 日本マクドナルド「朝マック」（2013年1月 - ）
- P&G Japan 「ファブリーズ」（2014年4月 - ） - 「17才のファブリーズ」スピンオフCM、白鳥さくら 役[注 3][22]
- アソビズム「ドラゴンリーグX / ドラゴンリーグA」（2014年6月 - ）
- 野村證券「日本郵政株式会社 政府保有株式第2次売出し」（2017年9月 - ） - 「みんなの話題」篇

### 広告
- 増進会出版社「Z会の通信教育2013入会案内書イメージモデル」（2012年 - ）[注 4][23]
- JAバンク（2013年 - ）

### MV
- AAA『風に薫る夏の記憶』（2014年7月2日）

## 書籍

### 写真集
- 『思春期ごっこ -未来穂香×青山美郷-』（2014年7月25日、ワニブックス）

### 雑誌
- 週刊プレイボーイ No.11（2013年3月4日、集英社）
- 週刊ヤングジャンプ No.29（2013年6月20日、集英社）